# Франция на «Евровидении-1993»
Франция участвовала в тридцать восьмом выпуске телевизионного конкурса Евровидение-1993, который состоялся 15 мая в Милстрите, Ирландия. Страну представлял певец армянского происхождения Патрик Фиори с песней Mama Corsica («Мама Корсика»), исполненной на французском и корсиканском языке. Это был первый случай в истории конкурса, когда корсиканский язык прозвучал на Евровидении. Автором этой песни был известный композитор и сонграйтер Франсуа Валери. По итогам голосования Mama Corsica заняла четвёртое место из 25, набрав 121 очко. Таким образом, Франции удалось принять участие на Евровидение-1994 с песней Je suis un vrai garçon в исполнении Нины Морато. Конкурс был показан на канале France 2 с комментариями Патрис Лаффон. Глашатаем, объявлявшим очки французского жюри, был Лорен Ромейко.

## Предыстория
К моменту своего участия на Евровидении-1993 Франция уже принимала участие в конкурсе 36 раз с момента организации первого выпуска в 1956 году, как одна из семи оригинальных стран. На счету Франции имелось пять побед: в 1958 году с песней Dors, mon amour в исполнении Андре Клаво; в 1960 году с песней Tom Pillibi в исполнении Жаклин Буайе; в 1962 году с песней Un premier amour в исполнении Изабель Обре; в 1969 году в четверной ничье с песней Un jour, un enfant в исполнении Фриды Боккара и в 1977 году с песней L'Oiseau et l'Enfant в исполнении Мари Мириам. Франция не принимала участия только дважды: в 1974 и 1982 годах. В 1992 году мартиникский певец Кали с песней Monté la riviè занял восьмое место, набрав 73 очка.
Телеканал France 2 отвечает за организацию и выбор французской заявки на Евровидение. С 1988 года вещатель выбирал заявку на конкурс путём внутреннего отбора. Данная процедура была применена и в 1993 году.

## До «Евровидения»

### Внутренний отбор
В 1993 году певец и автор песен Франсуа Валери и директор по эстраде и развлечениям France 2 Мари-Франс Бриер заинтересовались вокальными данными 23-летнего Патрика Фиори, еще малоизвестного широкой публике. Он записал свой первый альбом в возрасте 16 лет в 1985 году, участвовал в песенных конкурсах на телевидении и в провинции и выступал на разогреве у Мишель Торр и Барри Уайта. Он был выбран внутренне France 2, чтобы представлять Францию на 38-м конкурсе песни «Евровидение» с Mama Corsica, песней, написанной и сочиненной Франсуа Валери, в основном на французском языке с несколькими предложениями на корсиканском языке. Это был второй раз, когда Франция использовала региональный язык после мартиникского креольского выступления годом ранее. Также это первый раз, когда песня, представляющая Францию, исполняется (частично) на корсиканском языке.

## На «Евровидении»
В связи с распадом Югославии и Советского Союза и роспуском Организации Варшавского договора Европейский вещательный союз ввёл правило о квалификации новых стран. Согласно этому правилу, страны, занявшие последние семь мест по итогам 1993 года, должны были взять перерыв на год, чтобы позволить странам-дебютантам принять участие. Патрик Фиори выступал под номером 12, между Португалией и Швецией. Несмотря на скептицизм относительно старомодного звучания конкурсной работы, Фиори занял четвёртое место, набрав 121 очко, в том числе 12 очков от Дании и Португалии. Столь высокий результат позволил Франции принять участие на конкурсе 1994 года. Французское жюри 12 очков присудило одному из фаворитов Евровидения, Швейцарии. Кристиан Краверо был дирижёром оркестра во время исполнения французской заявки.

### Голосование
| Очки      | Страна                                   |
| --------- | ---------------------------------------- |
| 12 баллов | - Дания - Португалия                     |
| 10 баллов | - Ирландия - Кипр                        |
| 8 баллов  | - Израиль - Исландия - Хорватия - Швеция |
| 7 баллов  | - Австрия - Турция                       |
| 6 баллов  | - Люксембург - Норвегия                  |
| 5 баллов  |                                          |
| 4 балла   | - Великобритания - Словения - Швейцария  |
| 3 балла   | - Греция - Нидерланды                    |
| 2 балла   |                                          |
| 1 балл    | - Финляндия                              |

| Очки      | Страна               |
| --------- | -------------------- |
| 12 баллов | Швейцария            |
| 10 баллов | Ирландия             |
| 8 баллов  | Португалия           |
| 7 баллов  | Греция               |
| 6 баллов  | Великобритания       |
| 5 баллов  | Италия               |
| 4 балла   | Босния и Герцеговина |
| 3 балла   | Австрия              |
| 2 балла   | Мальта               |
| 1 балл    | Израиль              |